# رودا شلوسکا
رودا شلوسکا () (به لهستانی: Ruda Śląska) یکی از شهرهای جنوبی لهستان است. این شهر جزء اتحادیهٔ کلان‌شهرهای سیلزیایی علیا (با ۲ میلیون نفر جمعیت) است. جمعیت شهر بر پایه آمار سال ۲۰۰۹ برابر با ۱۴۳٬۵۸۳ نفر و مساحتش ۷۷٫۷۳ کیلومتر مربع است.